# Ren (mitología)
Ren es el nombre de una persona, uno de los componentes espirituales del ser humano, según la mitología egipcia. 
| r · n |

| r · n |

El jeroglífico que compone la palabra Ren es el signo de una boca "R" y una ondulación "N". Aunque parece evidente que este jeroglífico posee un marcado simbolismo, no se ha esclarecido su significado, que pudiera ser simplemente fonético.
Ren es el nombre que una persona recibía al nacer pero que cambiaba a medida que esa persona iba evolucionando, recibiendo así nuevos títulos. A menudo la prolongación o modificación del Ren suponían un acto honorífico en el que el individuo podía obtener reconocimiento por un acto realizado o una circunstancia social.
El Ren era un nombre único para cada persona que permitía que el hombre perdurara; se creía que este no moría del todo mientras su Ren fuese pronunciado, es decir, mientras el nombre del difunto no fuera olvidado por completo. Esto explica por qué los faraones y otros personajes influyentes hacían enormes esfuerzos en preservar su nombre, inscribiéndolo una y otra vez en los monumentos que construían, en tumbas, en documentos, etc., y explica también por qué la damnatio memoriae era un castigo tan severo para ellos. 
Así, una parte del Libro de los Respiros, narración que proviene del Libro de los muertos, contiene precisas instrucciones para asegurar la supervivencia del nombre. Algunos nombres, como el de Ajenatón (Akenatón), fueron minuciosamente eliminados de todo lugar donde estuvieran escritos tras la muerte de su propietario ya que, por algún motivo, estas personas fueron consideradas enemigos del Estado y, por tanto, merecedores de ser castigados con el olvido.
| V10 |

| V10 |

Para los antiguos egipcios los componentes del espíritu humano eran: Ib, el corazón; Ka, la fuerza vital; Ba, la fuerza anímica; Aj, la fuerza espiritual; Ren, el nombre/la identidad y Sheut, la sombra.